# Gérard Goswin
Gérard Goswin ou Gérard Gosswyn, né Gérard Malpas Bastin, est un artiste peintre de fleurs et de fruits né à Liège en 1613 et mort dans la même ville en 1691.

## Biographie
Gérard Malpas est le fils de Dries Malpas (dit aussi André Bastin) et de Marie Goswin. Il est baptisé le 4 avril 1613.
Il est l'élève de Gérard Douffet. Dans son atelier il se spécialise dans la peinture de fleurs et de fruits. En 1630, il fait le voyage d'Italie et s'établit à Rome où il se perfectionne. Sa popularité a amené plusieurs propriétaires de plusieurs palais de lui faire exécuter des travaux d'ornementation. Il est encore à Rome en 1642. C'est à Rome qu'il s'est lié au peintre franc-comtois François Perrier et au peintre liégeois Bertholet Flémal.
Il s'est rendu ensuite à Paris, probablement à la même période que François Perrier. C'est à cette époque qu'il adopte comme nom le nom de sa mère, Goswin ou Goeswin, que les Français ont modifié en Gossin, Gosuin. Il y est accueilli avec faveur et a obtenu d'importantes commandes. Il a collaboré avec François Perrier pour la réalisation de certaines d'entre elles. Il est aussi connu à Paris sous les noms de Girard. Il peint, en 1642-1643, des dessus-de-porte et les trumeaux de cheminée de l'hôtel que Jacques Bordier avait acheté en 1628 no 10 rue du Parc-Royal, l'actuel hôtel de Vigny. Jacques Bordier possédait plusieurs tableaux de fleurs et de fruits de Girard dans son château du Raincy.
Il est un témoin de François Perrier à son mariage, en janvier-février 1648. Il participe à l'inventaire après décès du peintre François Perrier, en 1650.
Il est membre fondateur de l'Académie royale de peinture et de sculpture, le 1er février 1648. Il est nommé professeur de l'Académie royale le 26 juillet 1658, confirmé le 1er mars 1659, jusqu'au 3 juillet 1660. Il participe aux réunions de l'Académie jusqu'en 1665, puis une fois en 1666 et en 1670.

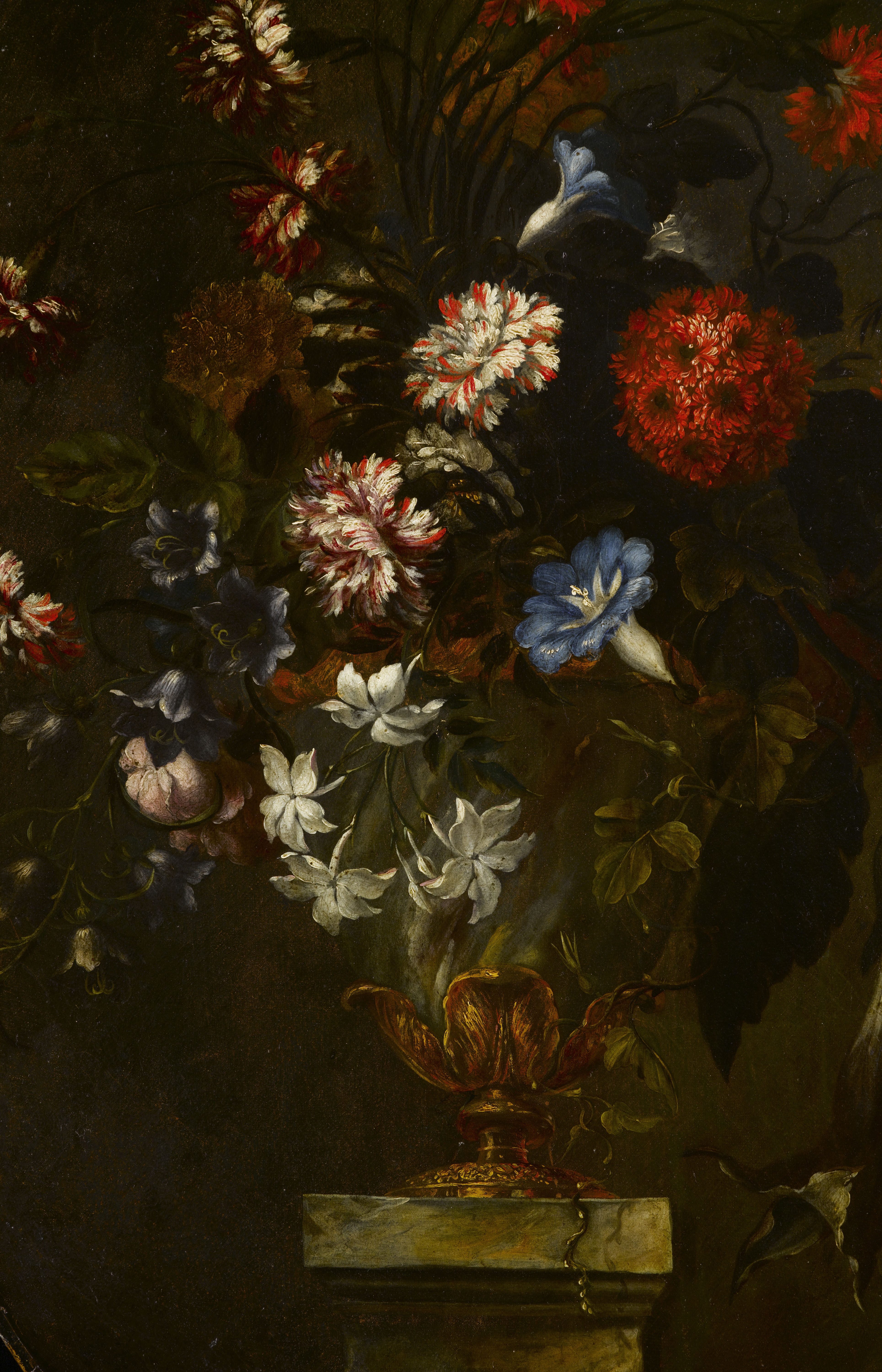
Dessus de porte
Chambre de la Duchesse
Hôtel de Sully

En 1659, il est appelé à la cour pour être le professeur de dessin de Louis XIV. 
Les dessus de porte de la chambre de la duchesse de Sully, Charlotte Séguier, se trouvant dans l'aile neuve de l'hôtel de Sully réalisée en 1660 lui sont attribués.
Il s'est marié en février 1662 et a eu deux fils. La femme de François Perrier a été la marraine de son premier fils.
Il revient s'installer à Liège en 1665 où sa réputation le fait recevoir par les grandes familles. Les princes-évêques Ferdinand et Maximilien-Henri de Bavière lui firent exécuter d'importants travaux et le reçurent dans leur intimité.